# Tuure Siira
Tuure Siira (Oulu, 25 ottobre 1994) è un calciatore finlandese, centrocampista svincolato.

## Carriera

### Club
Ha giocato nella prima divisione finlandese.

### Nazionale
Ha giocato nella nazionale finlandese Under-19.

## Palmarès

### Club

#### Competizioni nazionali
- Coppa di Finlandia: 1

Ilves: 2019